# 明尼苏达多项人格问卷
明尼苏达多项人格问卷（MMPI: Minnesota Multiphasic Personality Inventory）是心理健康领域最常用的人格问卷之一（Hogan, 2003）。该测验的目的是评测精神病人的个人、社会以及行为层面的问题。

## 量表（根据MMPI-2）

### 基本量表：效度量表(Validitätskalen)
- 不知道值 不知道值其实本身并不是一个量表。只是那些没有被填写的项目以及那些同时选择了“对”和“错”的选项的数量之和。这个不知道值越高，MMPI中的其他量表的可信度就越低。
- 说谎量表 说谎量表可以揭示，被试多大程度上去美化自己。这个量表中的项目是一些大多数人都会得到很高值的项目。如果被试试图美化自己的话，可能会在这些项目得到很小的值。
- 偶然性量表 偶然性量表可以揭示，该量表是不是被偶然回答的，以及被试是不是有意识得去夸大自己的行为以及症状。这个量表中的60个项目只有百分之十的正常被试可能被判定为显著高值。
- 修正量表 修正量表的值揭示了被试的防御性回答。在这个量表上获得显著高值的被试在测试过程中，为了尽量减少看起来像精神病人，总是选择那些其实本来可能是“对的”也可能是“错的”项目。对这个量表的诠释是比较复杂的，而且必须要联系上下文去诠释它。

### 基本量表：临床量表(Klinische Skalen)
- 慮病症（Hypochondria）该量表揭示了被试对自己身体功能的关注，有时候也会揭示一些特殊的症状和抱怨。
- 抑郁（Depression）该量表揭示了被试的抑郁的严重程度以及（如果是躁狂抑郁型的话）所处抑郁的阶段。
- 歇斯底里（Hysteria）该量表主要包括那些病人会经常出现的特殊的关于身体上的一些抱怨，而这些身体的问题恰恰并不是器质性的。该量表中也有包括一些关于性格气质方面的描述，例如假装没有问题或者没有社交恐惧症等等。这些往往是有那些因为防御机制产生心身问题的病人所经常表现的症状。
- 反社会人格（Psychopathic Deviate）该量表揭示了违纪违法的行为。高的量表值表明了该被试对社会规范以及道德规范缺乏尊重。
- 性别取向（masculinity-femininity）该量表揭示了那些特别的性别角色的行为。高的量表值揭示了被试具有比较多的指派性别异性的刻板印象行为。
- 偏执（Paranoia）该量表揭示了过度敏感的特征。高的量表值表明了被试有一种习惯性的倾向，去错误的诠释和理解别人的动机和目的。
- 精神衰弱（Psychasthenia）该量表的有一些项目是有关强迫性思维，强迫性行为，极度的恐惧和担忧。但是整个量表揭示的则是一般的恐惧和失望（或者说是一般的负面的心理状态），比较高的道德要求，对于失败的自责以及极度得努力于冲动控制。
- 思覺失調（Schizophrenia）该量表揭示了那些精神病人特有的异常的体验和经验，奇怪的想法以及特别的感觉。
- 轻度躁狂（Hypomania）　该量表的项目反映了躁狂以及轻度躁狂特点的状态以及相关的一些特征，比如提升原动力，极端高昂的情绪等等。
- 社会内向性（Social introversion）　该量表的高分值反映了羞怯退缩，怪癖以及缺少社会实现能力。低分则反映了能够积极得参与社会生活以及社会运行规范。

### 应用范围
明尼苏达多项人格问卷主要侧重于研究精神疾病，预测精神病人的心理活动。但此问卷也涉及到研究人类的其他行为比如司法审判，犯罪调查与职业选择等领域。明尼苏达多项人格问卷因此广泛应用于精神病院，心理咨询，人才市场等许多场所。换句话说，明尼苏达多项人格问卷是精神医学工作者，心理咨询工作者必不可缺的心理测验。